# اکوسیستم ساحلی دریایی

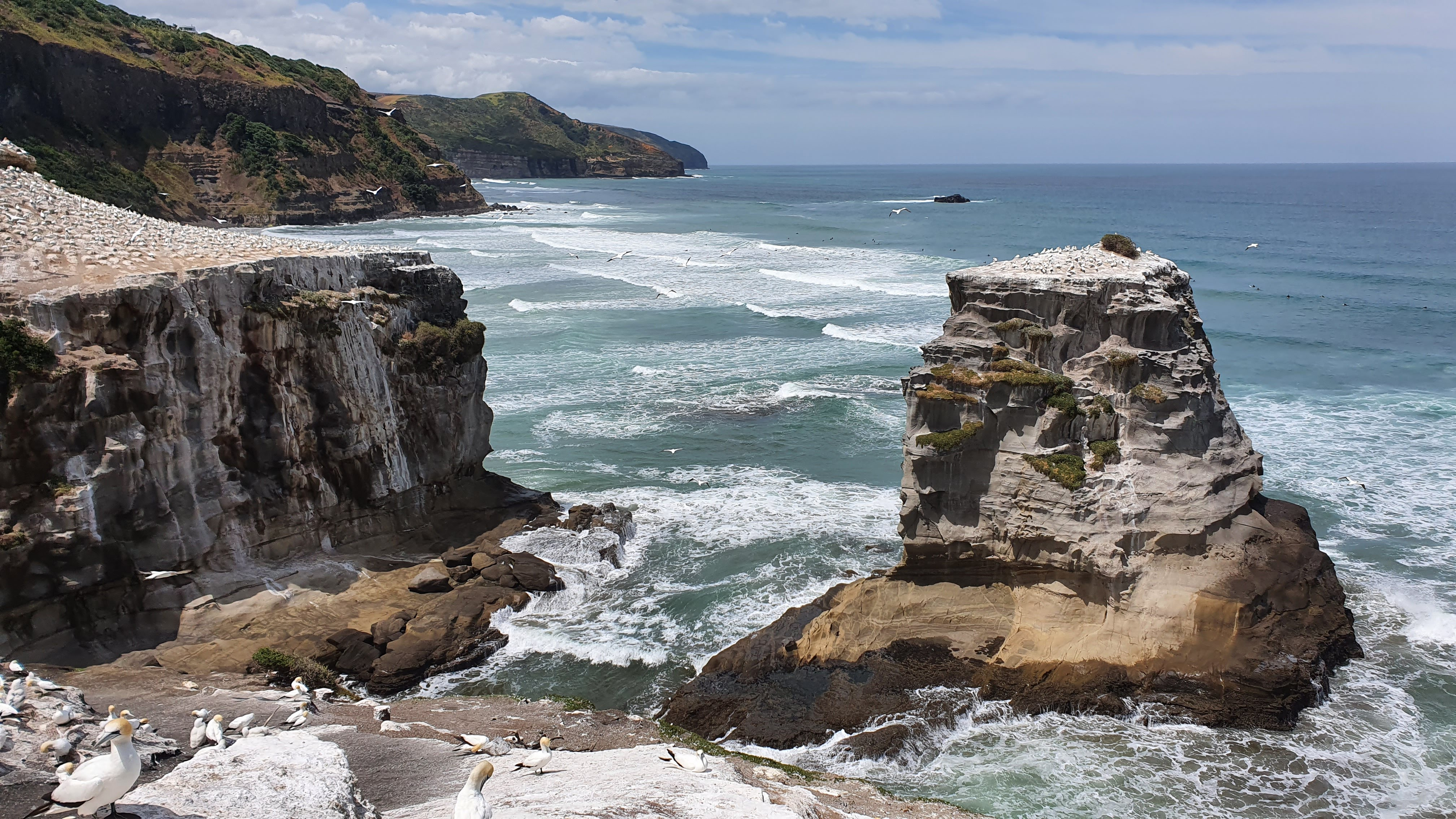
مستعمره گانت ساحل موریوای کلنی گانت در موریوای در ساحل غربی اوکلند در طول تابستان به محلی برای زندگی پرندگان دریایی تبدیل می‌شود. این یکی از سه مستعمره گانت در نیوزیلند است.

اکوسیستم ساحلی دریایی، نوعی زیستبوم دریایی است که در محل تلاقی خشکی و اقیانوس واقع شده است. اکوسیستم‌های ساحلی شامل انواع بسیار متفاوتی از زیستگاه‌های دریایی هستند که هرکدام شامل ویژگی‌ها و گونه‌های زیستی مخصوص به خود هستند. این مناطق از تنوع زیستی و حاصلخیزی بالایی برخوردارند.
دهانهٔ رودخانه به عنوان مثال به محل تلاقی رودهایی با آبشیرین و اقیانوسها گفته می‌شود. این نواحی، زیستگاه گونه‌های مختلفی از جانداران مثل ماهی، صدف و پرندگان است. شورهزارها، به تالابهای ساحلی مستقر در امتداد خطوط ساحلی معتدل با جریان ملایمی از آب و در عرض جغرافیایی بالا گفته می‌شود که پوشیده از گیاهان مقاوم به نمک مثل علفهای مردابی هستند که محیط مناسبی جهت پرورش بسیاری از گونه‌های ماهی و صدف بشمار می‌آیند. پوشش جنگلی حرّا در امتداد ساحلی نواحی گرمسیر و نیمه-گرمسیری دارای جریان جزر و مد مشاهده شده که مملو از درختان مقاوم به نمک هستند. این پوشش جنگلی، زیستگاه بسیاری از موجودات آبزی مثل خرچنگ، میگو و ماهی به‌شمار می‌آید.
از نمونه‌های دیگر می‌توان به صخره‌های مرجانی و علفزارهای دریایی اشاره کرد که هر دوی این پوشش‌ها در آبهای ساحلی گرم و کم‌عمق مشاهده می‌شوند. صخره‌های مرجانی در آبهای دارای موادمغذی کم و در امتداد خطوط ساحلی با جریان متلاطمی از آب دیده می‌شوند. صخره‌های مرجانی، زیستبومهایی زیردریایی متشکل از تجمع اُرگانیسم‌های کوچکی به نام پولیپهای دریایی هستند. این پولیپها، اسکلتهای سختی از جنس کربنات کلسیم ترشح نموده که با گذشت زمان منجر به شکل‌گیری ساختارهای پیچیده و متنوعی در لایه‌های زیرین آب می‌شود. چنین ساختارهایی بخشی از متنوعترین زیستبومهای موجود در کرهٔ زمین به‌شمار آمده و موجب دسترسی طیف وسیعی از موجودات دریایی به زیستگاه مناسب و موادمغذی موجود در آن خواهد شد. علفزارهای دریایی قادر به رشد در مجاورت صخره‌های مرجانی هستند. این علفزارها بخشی از پوشش علفی لایه‌های عمیق آب محسوب شده و مملو از گیاهان دریایی گُلداری هستند که زیستگاه و منبع غذایی بسیاری از گونه‌های ماهی، خرچنگها، لاکپشتهای دریایی و نیز داگونگها (فیل دریایی) به‌شمار می‌روند. پوشش جنگلی کِلپ در آبهای عمیقتر مشاهده می‌شود. این نوع پوشش جنگلی در آبهای سرد و غنی از موادمغذی و عمدتاً در نواحی معتدل رشد می‌کنند. گونهٔ غالب گیاهان در این جنگلها، جلبکهای قهوهایرنگ بزرگی به نام کِلپ (نوعی جلبک دریایی) هستند که تا چندین متر ارتفاع دارند و منجر به پوشش جنگلی انبوه و متراکمی در زیر آب می‌شوند. جنگلهای کلپ، زیستگاه مهمی برای بسیاری از گونه‌های ماهی، سَمور و توتیای دریایی محسوب می‌شوند.
اکوسیستمهای ساحلی مستقیماً و غیرمستقیم منشأ ارائه طیفی از خدمات بیشمار در حوزهٔ زیستبوم مثل چرخهٔ موادمغذی و تصفیهٔ آب از طریق فیلتراسیون آلاینده‌ها برای انسان هستند. این اکوسیستمها به عنوان سدّ دفاعی در مقابل تغییرات اقلیمی سبب جذب کربن می‌شوند. همچنین این زیستبومها با کاهش اثرات سوء ناشی از وقوع طوفانها، کاهش فرسایش سواحل و تعدیل شدت حوادث اقلیمی از سواحل محافظت می‌کنند. آنها همچنین سبب تسهیل در ایجاد بستری مناسب جهت فعالیت تجاری ماهیگیری می‌شوند.
اکوسیستمهای ساحلی در برابر اقدامات مُخَرب انسانی و طبیعی مختلفی چون انتشار آلودگی، صید بیرویه و توسعهٔ سواحل بسیار آسیبپذیر بوده و اینگونه اقدامات اثرات قابلتوجهی بر عملکرد و غنای زیستمحیطی آنها برجای می‌گذارد. افزایش سطح آب دریا، اسیدیشدن آب اقیانوسها و افزایش شدت و دفعات وقوع طوفان از جمله تغییرات اقلیمی مؤثر بر اکوسیستمهای ساحلی هستند.

## مرور کلی
نقاط ساحلی، اکوسیستمهایی بسیار پربار و حاصلخیزی هستند که موجب تعدیل آبوهوا در این ناحیه و زیست‌بوم می‌شوند. گرچه، اکوسیستمهای ساحلی هم در معرض تهدیدهایی ناشی از فعالیتهای مُخَرب انسانی مثل تغییرات اقلیمی و اوتروفیکیشن (غنیشدن محیط‌های آبی از ترکیبات محلول که موجب رشد بیش از حد برخی از گونه‌های جاندار می‌شود) قرار دارند. جریانها و تغییر روند چرخهٔ موادمغذی و کربن در مناطق ساحلی به عنوان عواملی مؤثر در تعیین عملکرد اکوسیستمهای ساحلی به شدت توسط فرآیندهای زیستی و شیمیایی موجود در اعماق و بستر دریا تنظیم می‌شوند.